# Thouarsais-Bouildroux
Thouarsais-Bouildroux korábbi község Franciaország Loire mente régiójában, Vendée megyében. Lakosainak száma 778 fő (2020. január 1.). Thouarsais-Bouildroux Bazoges-en-Pareds, La Caillère-Saint-Hilaire, Cezais, Saint-Cyr-des-Gâts, Saint-Laurent-de-la-Salle, Saint-Maurice-le-Girard és Saint-Sulpice-en-Pareds községekkel határos.
2024. január 1-jén Saint-Sulpice-en-Pareds és [[Cezais]] korábbi községgel egyesült és az így létrejött Rives-du-Fougerais új község része lett.

## Népesség
A település népessége az elmúlt években az alábbi módon változott:
| Lakosok száma | 736  | 757  | 781  | 770  | 774  | 778  | 778  |
|               | 2013 | 2015 | 2016 | 2017 | 2018 | 2019 | 2020 |